# Gundelfingen an der Donau

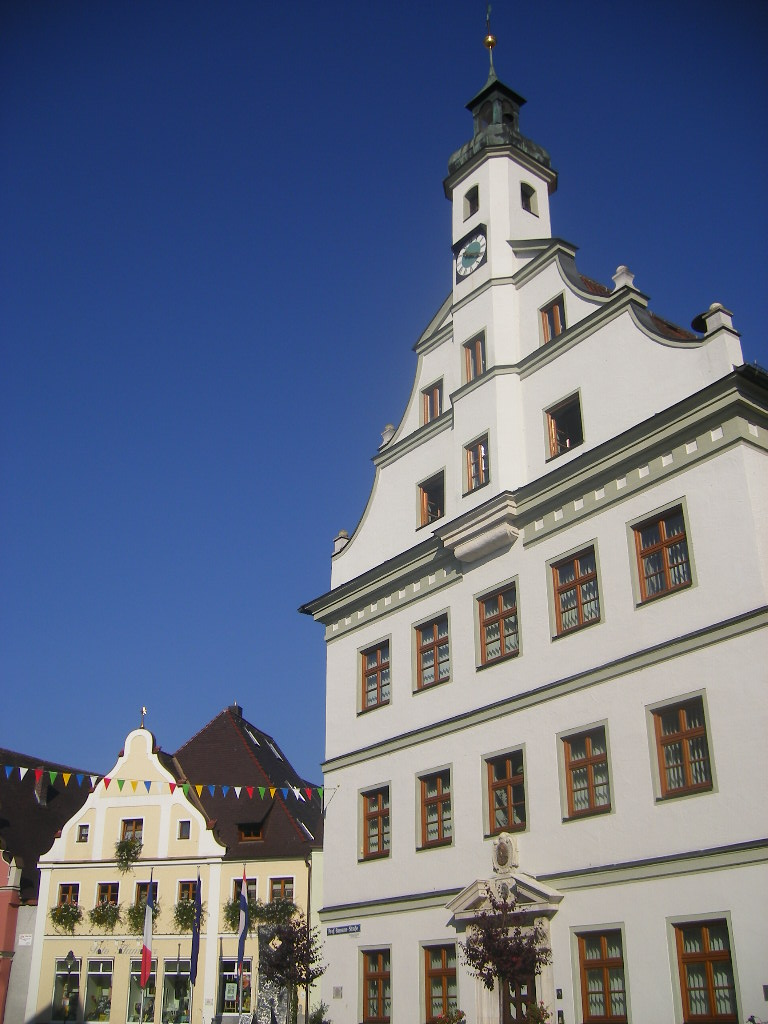
Gundelfingen an der Donau
(centrul)

Gundelfingen an der Donau este un oraș din districtul  Dillingen an der Donau, regiunea administrativă Șvabia, landul Bavaria, Germania.